# Goldene Kamera 1984
Die Verleihung der Goldenen Kamera 1984 fand am 23. Februar 1985 in der Kongresshalle in Berlin statt. Es war die 20. Verleihung dieser Auszeichnung. Das Publikum wurde durch Peter Tamm, den Vorstandsvorsitzenden des Axel-Springer-Verlages, begrüßt. Die Verleihung der Preise sowie die Moderation übernahm Joachim Fuchsberger. An der Veranstaltung nahmen etwa 1200 Gäste teil. Die Verleihung wurde von der ARD live im Fernsehen übertragen. Die Leser wählten in der Kategorie Bester Nachwuchsstar ihre Favoriten.

## Preisträger

### Schauspielerin
- Barbara Bel Geddes – Dallas

### Bester Autor und beste Regie
- Edgar Reitz – Heimat

### Bester Autor, Regisseur und Journalist
- Ephraim Kishon – Der Blaumilchkanal, Tausche Tochter gegen Wohnung und Der Fuchs im Hühnerstall

### Bester Nachwuchsstar
- Anja Kruse – Die schöne Wilhelmine (1. Platz der Hörzu-Leserwahl)
- Marion Kracht – Diese Drombuschs (2. Platz der Hörzu-Leserwahl)
- Sabine Sauer – Kino-Hitparade (3. Platz der Hörzu-Leserwahl)

### Bester Quizmaster
- Hans Rosenthal – Dalli Dalli

### Bester Regisseur
- Peter Weck – Ich heirate eine Familie

### Fernsehjournalist der ersten Stunde
- Peter von Zahn

### Illusionsshow mit Tigern
- Siegfried und Roy

### Leistung als Dirigent
- Herbert von Karajan

### Preis für die Arbeit imOhnsorg-Theater
- Heidi Kabel

### US-Erfinder
- Harold Rosen

### Ehrenpreis „20 Jahre Goldene Kamera“
- Cornelia Hanisch
- Dietmar Mögenburg
- Pasquale Passarelli
- Max Schmeling
- Fredy Schmidtke
- Fritz Walter

## Sonstiges
- Zum 20. Geburtstag der Goldenen Kamera wurden alle bisherigen 200 Preisträger seit 1966 zur Verleihungsgala geladen.